# 日東エネルギー
日東エネルギー株式会社（にっとうエネルギー）は、東京都足立区に本社を置く、LPガスの個別・集中供給、ガス機器・住宅設備機器の販売・施工、リフォーム事業、太陽光発電事業、都市ガス事業、電気・宅配水・光の取次サービス等を行う総合エネルギー提案企業である。。

## 概要
1942年(昭和17年)に練炭製造会社（日東燃料工業株式会社）としてスタート。日本の復興とともに家庭用エネルギーの供給企業として発展、1962年(昭和37年)に、LPガスの取り扱いを開始。1974年(昭和49年)にはスーパーマーケット事業（ベニースーパー）へ参入。そして1996年（平成8年）に日東エネルギー株式会社を設立。 現在では、1都5県の関東エリアを中心にLPガス事業をはじめ、太陽光発電事業・リフォーム事業・電気/光/ウォーターサーバーの取次サービスなど、総合エネルギー提案企業として事業を拡大している。また、2014年(平成26年)には東京・埼玉・群馬・茨城・茂原のガスセンターが経済産業省指定『中核充填所』として認定されている。

## 沿革
| 1942年 | 日東燃料工業(株)を設立、煉炭の製造販売を開始                                                                                          |
| 1962年 | LPガスの販売を開始 |
| 1974年 | スーパーマーケット事業を開始（ベニースーパー）                                                                                        |
| 1992年 | 簡易ガスの取り扱いを開始 |
| 1996年 | 創立50周年 |
| 2001年 | 新本社ビル完成 |
| 2003年 | 足立エコステーション開設 |
| 2007年 | コールセンター開設 |
| 2010年 | リフォーム事業（RESUM）開始 |
| 2012年 | 創立70周年 |
| 2015年 | 販売子会社5社を日東エネルギー株式会社に統合                                                                                           |
| 2016年 | 電力取り扱い開始 東京電力エナジーパートナー株式会社と販売代理店契約の締結 光回線サービス「 NITTOH 光 POWERED BY CLOUD LINE 」提供開始 |
| 2017年 | アクアクララウォーターサーバー取り扱い開始                                                                                            |
| 2019年 | 都市ガス事業小売事業参入 |
| 2020年 | 米国運輸省による埼玉ガスセンター視察                                                                                                  |
|        | ベニースーパー佐野店・西亀有店に「Amazon Hub ロッカー」を設置                                                                         |
| 2021年 | アイスホッケー日本代表とのオフィシャルサポーター契約締結                                                                              |
|        | 葛飾区と「安全・安心まちづくり」に関する協定を締結                                                                                    |

## 事業内容
- エネルギー事業
- 太陽光発電事業
- リフォーム事業（RESUM）
- スーパーマーケット事業

## 事業所

### 東京都
- 本社
- 東京ガスセンター
- 中央支店/東京営業所
- 多摩営業所

### 埼玉県
- 埼玉ガスセンター
- 埼玉支店/戸田営業所
- 埼玉中央営業所
- 埼玉東営業所
- 上福岡営業所
- 行田営業所

### 千葉県
- 松戸ガスセンター
- 千葉ガスセンター
- 茂原ガスセンター
- 松戸営業所
- 千葉支店/千葉営業所
- 千葉支店/茂原営業所
- 船橋営業所
- 柏営業所
- 総武営業所
- 成田営業所
- 大原営業所
- 市原営業所
- 鴨川営業所

### 群馬県
- 群馬ガスセンター
- 群馬支店/太田営業所
- 伊勢崎営業所
- 高崎営業所

### 茨城県
- 茨城ガスセンター
- 茨城支店/つくば営業所
- 水戸営業所
- 石岡営業所
- 茨城西営業所

### 栃木県
- 栃木中央営業所
- 足利営業所

## 関連会社
- 日東燃料工業株式会社
- ベニースーパー佐野店
- ベニースーパー西亀有店

## 主な広告活動
- ラジオCM（文化放送）
- ラジオCM（NACK5）

「HITS! THE TOWN」交通情報（土曜日、17:30頃）
- ラッピングバス（東武バス）
- JR東日本駅構内ポスター広告